# Cercle Artístic de Ciutadella
Cercle Artístic de Ciutadella és una entitat cultural fundada el 16 d'abril de 1881 a Ciutadella (Menorca) amb l'objectiu d'aglutinar totes les classes socials existents a la població tot facilitant espais d'oci i de sociabilitat. Començà la seva trajectòria cultural i social realitzant diverses actuacions com il·luminar el rellotge del Teatre des Born. El 1887 es va crear una escola de música i una de coral, i actualment disposa també d'una secció d'estudis polítics, econòmics, de ciència i de literatura.
Té diverses entitats adherides que fan feina en diversos aspectes de la vida social i cultural de Ciutadella: la Societat Historicoarqueològica Martí i Bella, el Grup Filatèlic i Numismàtic, el Foto Club, el Club d'Escacs, l'Orquestra Filharmònica, el Grup Folklòric des Born, l'Associació Bonsai Menorca i les Aules de Teatre.
Una de les activitats més importants que ha duit a terme el Cercle Artístic és la posada en marxa el 1970 del Premi Born de Teatre que s'atorga a textos teatrals inèdits i que té molt de prestigi entre els autors teatrals l'Estat espanyol i d'Amèrica del Sud. El 2002 va rebre la Medalla d'Or de la Comunitat Autònoma de les Illes Balears i el 2007 el Premi 31 de desembre. La seva presidenta actual és Esperança Pons Mesquida.